# Trojden II.
Trojden II. (polnisch Trojden II.; * zwischen 1403 und 1406; † 25. Juli 1427) war ein Herzog in Masowien, ab 1426 Fürst von Rawa, Płock, Sochaczew, Gostynin, Płońsk, Wizna und Bels. Er starb vor dem Ausgleich seiner Brüder Kazimierz II., Siemowit V., Władysław I. von 1434.

## Leben
Trojden war Sohn von Herzog Siemowit IV. († 1426) und der litauischen Prinzessin Alexandra von Litauen, der Schwester des polnischen Königs Władysław II. Jagiełło. Er verbrachte seine Jugend am polnischen Königshof in Krakau. Nach dem Tod seines Vaters trat er zusammen mit seinen Brüdern 1426 das Erbe in Masowien an und leistete im selben Jahr König Władysław II. Jagiełło den Lehenseid in Sandomir. Er starb kurz darauf im Jahr 1427.

## Ehe und Familie
Herzog Trojden war nicht verheiratet und hatte keine Kinder. Nach seinem Tod wurde er in der Kathedrale von Płock bestattet.